# Dudley Clarke
El brigadier Dudley Wrangel Clarke, CB, CBE (27 d'abril de 1899  - 7 de maig de 1974) va ser un oficial de l'exèrcit britànic, conegut com un pioner de les operacions d'engany militar durant la Segona Guerra Mundial. Les seves idees per combinar ordres de batalla ficticis, l'engany visual i els agents dobles van ajudar a definir l'estratègia d'engany dels Aliats durant la guerra, per la qual se l'ha conegut com "el més gran enganyador britànic de la Segona Guerra Mundial". Clarke també va ser fonamental en la fundació de tres unitats militars famoses, a saber, els Comandos Britànics, el Servei Aeri Especial i els Rangers dels Estats Units.
Nascut a Johannesburg i criat a prop de Londres, Clarke es va unir a la Royal Artillery com a oficial el 1916, però es va traslladar al Royal Flying Corps després de trobar que era massa jove per lluitar a França. Va passar la Primera Guerra Mundial aprenent a volar, primer a Reading i després a Egipte. Clarke va tornar a la Royal Artillery el 1919 i va tenir una carrera variada fent treballs d'intel·ligència a l'Orient Mitjà. El 1936 va ser destinat a Palestina, on va ajudar a organitzar la repressió britànica de l'aixecament àrab de 1936. Durant la Segona Guerra Mundial, Clarke es va unir a l'estat major de John Dill, on va proposar i va ajudar a implementar una idea d'atacs a França, una forma primerenca dels Comandos Britànics.
El 1940, Archibald Wavell va trucar Clarke al Caire i el va posar a càrrec de l'engany estratègic. Com a cobertura, va ser emprat per crear una organització regional per al MI9, un departament de fugida i evasió britànic. L'any següent Clarke va rebre un establiment de guerra i va establir la Força 'A' Avançada del Quarter General amb un petit personal per planificar operacions d'engany. Un cop satisfet amb l'estructura del departament, va seguir contactes d'intel·ligència a Turquia i Espanya. A finals de 1941 Clarke va ser cridat a Londres, on el seu treball d'engany havia cridat l'atenció de l'alt comandament aliat. Poc després, mentre era a Madrid, va ser detingut vestit amb roba de dona, en unes circumstàncies que encara no estan clares. Va ser alliberat i després de ser interrogat pel governador de Gibraltar, li va permetre tornar al Caire.
Durant l'absència de Clarke, la jerarquia d'engany al comandament de l'Orient Mitjà havia esdevingut confusa. El coronel Ralph Bagnold s'havia fet càrrec de la planificació de l'engany, deixant de banda la Força "A". Clarke va ser enviat a El Alamein, on les forces aliades estaven en retirada, per treballar en plans d'engany. Al seu retorn, Bagnold va ser deixat de banda i la Força 'A' es va restablir com el departament d'engany principal. Al llarg de 1942 Clarke va implementar l'operació Cascada, una ordre de batalla d'engany que va afegir moltes unitats de ficció a les formacions aliades. Cascada va ser un èxit; al final de la guerra l'enemic havia acceptat la majoria de les formacions com a reals. De 1942 a 1945, Clarke va continuar organitzant l'engany al nord d'Àfrica i al sud d'Europa. Després de la guerra, se li va demanar que enregistrés la història de la Força 'A'. Es va jubilar el 1947 i va viure la resta de la seva vida en relativa foscor. A més de seguir una carrera literària que va produir dues històries i un thriller, va treballar per al Partit Conservador i va ser director de Securicor. Va morir a Londres el 1974.

## Biografia
Clarke va néixer a Johannesburg el 27 d'abril de 1899. El seu pare, Ernest Clarke, va créixer a Kingston upon Hull i es va traslladar a Sud-àfrica a finals del segle xix, on es va veure involucrat en la incursió de Jameson. Ernest va aconseguir evitar la presó per la seva part en l'atac i, a través d'un co-conspirador, va aconseguir una feina en una empresa minera d'or. Un cop establert, Ernest es va casar amb Madeline Gardiner, i poc temps després, va néixer Dudley. Durant la Segona Guerra dels Bòers, la família Clarke va quedar atrapada en el setge de Ladysmith. Encara que era un infant en el moment del setge, Clarke més tard va intentar reclamar una medalla de campanya. Poc després, la família va tornar a Anglaterra i es va traslladar a Watford, on va néixer el 1907 el germà de Clarke, el guionista T. E. B. Clarke.
Des de ben petit, Clarke volia una carrera a les forces armades. El 1912, va assistir a la Charterhouse School, on va estar exposat a les festes glamouroses i als uniformes de la presència militar propera a Aldershot, inclòs el recentment format Royal Flying Corps.

### Primera Guerra Mundial i període d'entreguerres
| «                                  | Sempre m'he sentit una mica orgullós del fet que, quan Gran Bretanya va entrar en guerra amb Alemanya el 4 d'agost de 1914, jo ja anava uniformat i sota les armes... només tenia quinze anys i mig i no més que un soldat. el Contingent de la Cartoixa del cos de Formació d'Oficials | » |
| — Dudley Clarke, memòries inèdites | |   |

Desitjós d'estar en servei actiu, Clarke va sol·licitar presentar-se a l'examen d'ingrés a l'exèrcit el 1915, tan bon punt va arribar a l'edat mínima de setze anys i mig. Per a la seva pròpia sorpresa (havia demanat al director de Charterhouse una recomanació, que li permetés evitar l'examen, amb l'esperança de suspendre), va aprovar i a principis de 1916 va assistir a la Reial Acadèmia Militar de Woolwich. El novembre de 1916, Clarke va rebre la comissió com a segon tinent de la Royal Artillery. Quan el seu regiment es va desplegar a França, Clarke es va haver de quedar enrere perquè, als 17 anys, era massa jove per lluitar. Frustrat, va sol·licitar unir-se al Royal Flying Corps i es va traslladar a l'Escola d'Aeronàutica Militar de Reading el novembre de 1917. L'abril següent va ser enviat a Egipte per completar el seu entrenament de vol, on va romandre fins al gener de 1919. Malgrat la seva promoció al rang de tinent , Clarke es va traslladar de nou a la Royal Artillery al seu retorn a Anglaterra.
Després de la guerra, Clarke va tenir una carrera militar variada que va començar amb una destinació a Mesopotàmia l'any 1919. Durant la revolta iraquiana de 1920, va ajudar a evacuar els europeus de la regió en vaixell. Mentre estava de permís prolongat a Turquia el 1922, es va implicar en la crisi de Chanak, un atac turc amenaçat contra les tropes britàniques i franceses. Clarke es va oferir voluntari per ajudar la força britànica local i es va encarregar d'alimentar la desinformació als nacionalistes turcs, un primer tast de les activitats que definirien la seva carrera militar posterior. El 1925, durant un altre període de permís, Clarke va cobrir la guerra del Rif per al Morning Post.
Durant el període d'entreguerres, Clarke es va involucrar en els establiments de teatre i drama dels seus destins. El 1923, va tornar a formar el Royal Artillery Officers Dramatic Club i va ser responsable de l'exposició de l'Artilleria Reial al Torneig Reial de 1925 . El 1933 i el 1934, va escriure i dirigir dues pantomimes de Nadal.

#### Palestina
El 1936, Clarke va ser enviat, a petició seva, a Palestina, just a temps per participar en l'aixecament àrab de 1936. La presència britànica a Jerusalem era mínima en aquella època, compost per dos batallons d'infanteria i una col·lecció variada d'aire i blindatge sota el comandament del coronel Jack Evetts. Clarke, com un dels dos únics oficials d'estat major, es va enfrontar a organitzar una resposta eficaç a la guerra de guerrilles. Primer es va posar a treballar millorant les comunicacions entre el petit contingent de la Royal Air Force i l'exèrcit. Va ser aquí on va conèixer Tony Simonds, un oficial d'intel·ligència enviat a la regió amb ordres expresses d'establir una xarxa d'intel·ligència. Clarke i Simonds van treballar per proporcionar informació fiable a les forces britàniques.
Cap a finals de 1936, es van enviar més tropes a Palestina. El tinent general John Dill va ser posat al comandament i Clarke es va convertir en el seu cap d'estat major. El 1937, Dill va ser substituït pel major general Archibald Wavell, el comandant que després donaria via lliure a Clarke en les operacions d'engany a l'Orient Mitjà.Al prefaci del llibre de Clarke de 1948, Seven Assignments , Wavell va escriure sobre el seu temps junts a Palestina:
| «        | Quan vaig comandar a Palestina el 1937–38, tenia al meu estat major dos oficials en els quals vaig reconèixer una visió original i poc ortodoxa del soldat... Un era Orde Wingate i el segon Dudley Clarke. | » |
| — Wavell | |   |

### Segona Guerra Mundial

La insígnia d'espatlla dels Comando durant la Segona Guerra Mundial

A l'esclat de la Segona Guerra Mundial, Clarke va ser ascendit a tinent coronel i va començar a treballar en tasques d'intel·ligència. Va treballar amb Wavell a l'Orient Mitjà per investigar possibles línies de subministrament aliades, va emprendre dos viatges a Noruega (en un esforç per mantenir la seva neutralitat) i va realitzar missions secretes a Calais i Irlanda.
El maig de 1940 Clarke es va convertir en assistent militar de Sir John Dill, ara general i cap de l'estat major general, a l'oficina de guerra. El 30 de maig de 1940 , inspirat en records de la infantesa de forces bòers similars, així com experiències durant l'aixecament àrab a Palestina, Clarke va esbossar una idea per a petits grups d'atacs amfibis, anomenats "Comandos". El 5 de juny , mentre Dill inspeccionava les tropes evacuades de Dunkirk, Clarke li va suggerir la idea, i el primer ministre va aprovar el pla l'endemà. Clarke, sota el comandament del brigadier Otto Lunde, va tenir l'encàrrec d'establir un nou departament, MO9, i va començar a reclutar soldats pel que més tard es convertirien en els comandaments britànics. La primera incursió a França, l'operació Collar, va tenir lloc el 24 de juny de 1940. Clarke va obtenir permís per acompanyar la força de 120 persones, però no se li va permetre desembarcar. L'intent no va ser un gran èxit, només una de les quatre unitats va aconseguir matar tropes enemigues. Mentre esperava a la platja el retorn dels seus homes, sembla que una patrulla alemanya va veure el vaixell de Clarke. D'alguna manera Clarke va resultar ferit a l'orella durant, va dir, durant un intercanvi de foc. Ernest Chappell, que també era a la platja, va dir que la patrulla no havia obert foc.

#### 1941: Cairo

En diverses ocasions al Caire, Clarke va treballar al costat de Montgomery, Wavell i Auchinleck..

Al Caire, Archibald Wavell, l'antic comandant de Clarke a Palestina, comandava la campanya nord-africana. Creia que l'engany era una part clau de la guerra. El 13 de desembre va convocar Clarke a Egipte, dient-li a l'alt comandament que volia establir "una secció especial d'Intel·ligència per a l'engany". Mentre esperava l'arribada de Clarke, Wavell va iniciar un engany reeixit contra les forces italianes a Sidi Barrani. Clarke va arribar al Caire el 18 de desembre, per ser rebut per Tony Simonds, un altre veterà de Palestina. Wavell va posar Clarke a càrrec, encara que sota gran secret, d'àmplies operacions d'engany estratègic al nord d'Àfrica. Va ocupar aquest càrrec, sota comandaments posteriors del Mediterrani, durant els següents cinc anys.
A la seva arribada al Caire, Clarke va començar a construir una xarxa de contactes útils. Va fer amistat amb el tinent coronel Raymund Maunsell, que operava Security Intelligence Middle East (SIME), l'agència encarregada del contraespionatge a la regió. Més tard, Maunsell va treballar estretament amb Clarke, ajudant a alimentar desinformació a l'enemic mitjançant agents dobles. El primer engany de Clarke va ser un pla per enganyar les forces italianes perquè esperessin una invasió de la Somalilàndia italiana en comptes d'Eritrea, el veritable objectiu aliat. L'operació Camilla va enganyar completament la direcció italiana, però en lloc de desviar les tropes com esperaven els britànics, van retirar les seves forces a Eritrea. D'aquest fracàs Clarke va aprendre una primera lliçó, una que ensenyaria a molts altres oficials de l'engany durant la guerra: que la clau de l'engany no era fer que el teu enemic pensi el que vols, sinó que el portis a fer el que vulguis.
Clarke no havia oblidat el seu esquema de mascota anterior: els Comandos. Al gener de 1941 , coneix el coronel americà William J. Donovan mentre aquest últim feia una gira per la regió. La descripció de Clarke de la unitat britànica de 1940 va inspirar a Donovan a emular la idea. Clarke va suggerir el nom "Rangers", després de la força fronterera Rogers' Rangers que apareixia a la pel·lícula Northwest Passage, per a la unitat de Donovan. El maig de l'any següent es van fundar els Rangers de l'exèrcit dels Estats Units.
Al febrer, Clarke va patir un atac d'icterícia que el va deixar fora de joc durant unes sis setmanes. Va ser visitat regularment per Maunsell que era, en aquell moment, un ferm amic.

##### Força 'A'
Al principi Clarke va treballar sol i en secret, sota el títol oficial "Oficial d'Intel·ligència (deures especials) al comandant en cap". No tenia personal ni mandat oficial, i treballava des d'un "bany reconvertit" a la seu de l'exèrcit britànic a El Caire. El seu paper de cobertura va ser establir un departament regional per al MI9, l'organització menys secreta encarregada d'ajudar els militars aliats en les tàctiques d'evasió i evasió. Lluny de ser una cobertura testimonial, Clarke va dirigir el departament d'Orient Mitjà de l'MI9, juntament amb la seva feina d'engany, fins a l'agost de 1944 . L'espectacle individual de Clarke en l'engany no havia de durar gaire.
El gener de 1941 Clarke va iniciar l'operació Abeam, inventant l'existència d'un regiment de paracaigudistes britànic a la regió. Passarien dos anys abans que aquestes tropes arribessin al Mediterrani, però Clarke esperava jugar amb els temors italians d'un assalt aeri. Va crear una 1a Brigada del Servei Aeri Especial de ficció, utilitzant documents, fotografies i informes falsificats, que es van filtrar als italians. Va vestir dos soldats amb uniformes "1 SAS" i els va fer passejar pel Caire, Port Saïd i Alexandria fent referència a missions a Creta o Líbia.
Al març, Clarke tenia un altre esquema en obres, una cobertura d'engany per a l'Operació Cordita, la invasió de la 6a Divisió d'Infanteria de l'illa grega de Rodes. El seu treball d'entrevistar els locals sobre l'illa no es podia associar amb la 6a, així que va adoptar l'aparença de la Força "A". El nom era intencionadament vague, dissenyat per afegir-se a la mitologia de la seva unitat aèria fictícia. Encara que al principi només un nom de portada, el departament aviat es va fer real i va prendre el control de l'engany a la regió. El 28 de març de 1941 Clarke va requisar el número 6 Sharia Kasr-el-Nill , El Caire, davant del HQ de la 6a Divisió i sota un bordell , i a l'abril va rebre un mandat oficial per al seu departament. La "Força Avançada del Quarter General" es va traslladar a les seves noves oficines el 8 d'abril de 1941 i Clarke va començar a reclutar el seu personal.
El nom de SAS prové principalment del fet que jo estava ansiós per aconseguir la total col·laboració d'un individu molt enginyós anomenat Dudley Clark[e], que era responsable de dirigir una operació d'engany al Caire... Clark[e] era força un influent i va prometre donar-me tota l'ajuda que pogués si feia servir el nom de la seva falsa brigada de paracaigudistes, que és el Servei Aeri Especial, el SAS
El SAS aerotransportat de Clarke va tenir un altre llegat. El maig de 1941, David Stirling, un membre ferit del primer 8 Comando, va imaginar una nova unitat de forces especials formada per petits equips de comando destinats a operar darrere de les línies enemigues. Clarke va donar el seu suport total al projecte, i la unitat va rebre el nom de Destacament "L", Servei Aeri Especial, en part per ajudar a consolidar l'existència de la força fictícia més gran en la ment de l'enemic. La força de Stirling va evolucionar més tard cap a l'actual Servei Aeri Especial. Per tant, Clarke va participar en la formació de tres famoses unitats militars.
Les forces fantasma, de les quals el SAS només va ser la primera de Clarke, van tenir un paper crucial en les operacions d'engany durant la guerra, inclòs al front occidental el 1944, però durant la resta d' abril de 1941 va treballar dur per construir el seu departament.

##### Consolidant l'engany
El "War Establishment" de Clarke li va concedir tres oficials, diversos homes allistats i una petita sèrie de vehicles. Una campanya de contractació va donar els seus fruits en forma de personal altament experimentat. Per ajudar amb l'engany visual va portar a Victor Jones i Jasper Maskelyne. També va reclutar un oficial de la Guàrdia Escocesa , el capità Ogilvie-Grant, per gestionar el treball de fugida i evasió del MI9, que s'havia adoptat com a cobertura per a tota la Força 'A'. Finalment, es van obtenir els serveis del major E. Titterington, originalment membre del SIME de Maunsell, per ajudar-los a crear documents falsificats; finalment l'operació de Titterington es va expandir per formar una subsecció de la Força 'A' dedicada a les falsificacions.
Amb la seva oficina organitzada, Clarke estava encantat de deixar la gestió del dia a dia al seu personal. Aleshores es va embarcar en un viatge a Turquia, on va treballar per establir una xarxa de desinformació i exercir el seu paper al MI9. Allà va conèixer dues figures importants de la intel·ligència turca: el brigadier Allan Arnold, agregat militar britànic , i el comandant Vladimir Wolfson, agregat de la Royal Navy, i va treballar amb ells per obrir canals de desinformació a l'enemic. A Wolfson, Clarke havia trobat un recurs important i, segons les seves pròpies paraules, va començar "una llarga i rendible col·laboració per a assumptes de Deception i MI9 a Turquia que havia de durar durant la resta de la guerra". Clarke va sortir d' Istanbul el 16 de maig , viatjant encobertament de tornada a Egipte a través de Síria i el Líban per tal de reconèixer el terreny que les forces britàniques haurien d'envair en entrar al país. Va arribar al Caire el 21 de maig.
Malgrat els èxits de Clarke i Wavell en l'engany, la campanya nord-africana s'estava girant contra els aliats. Alemanya havia reforçat els seus aliats italians i el 1941 Erwin Rommel havia pres el comandament de les forces de l'Eix i havia aconseguit les primeres victòries. Churchill va substituir Wavell per Claude Auchinleck. El nou comandant de Clarke va quedar impressionat amb la configuració de Wavell, de manera que la Força 'A' i la resta del Comandament de l'Orient Mitjà van continuar operant com abans.

##### Lisboa i Londres
Clarke va viatjar a Lisboa el 22 d'agost de 1941 amb l'objectiu, com amb el seu anterior viatge a Turquia, obrir línies d'engany a les forces de l'Eix. Va passar al voltant d'un mes a la zona, fent-se passar per un periodista extravagant, abans de ser convocat de tornada a Londres. Les seves exitoses activitats d'engany a l'Orient Mitjà havien cridat l'atenció de l'alt comandament, i se li va demanar a Clarke que escrigués un article sobre les seves experiències.
Mentre estava a Londres, Clarke va conèixer molts dels seus homòlegs al front occidental. Va assistir a les reunions del Comitè dels Vint i del Comitè de Caps d'Estat Major (que estava presidit pel seu antic comandant, John Dill). El document sobre l'engany va rebre l'aprovació de l'establiment i es va decidir que s'havia de crear un departament semblant a la Força 'A' a Londres. A Clarke se li va oferir la feina, depenent directament dels Caps d'Estat Major i del Gabinet de Guerra. Va declinar, citant la lleialtat a l'Orient Mitjà, però la seva decisió es va deure en gran part a la major llibertat operativa i estatus que gaudia al nord d'Àfrica. La Secció de Control de Londres es va formar i, després d'alguna desorganització, va prosperar sota John Bevan, amb qui Clarke més tard treballaria estretament.
Content del seu èxit a Londres, Clarke va tornar a Lisboa el 12 d'octubre fent-se passar per un periodista de The Times anomenat "Wrangal Craker". El seu objectiu era continuar la feina semi-encoberta de difondre rumors i desinformació als alemanys. Més tard aquell mes, a Madrid, va ser detingut vestit de dona. Guy Liddell, cap de contraespionatge en temps de guerra a l'MI5 , va dir sobre l'incident: "Tinc por de dir que després de la seva estada a Lisboa com a periodista fals, s'ha confiat en excés dels seus poders com a agent." Clarke va ser alliberat, aparentment a instàncies d'un contacte alemany que creia que era "un agent important que estava disposat a ajudar els alemanys", i es va dirigir a Gibraltar.
La mala sort de Clarke va continuar. Va rebre l'ordre de tornar a Londres per explicar l'incident de Madrid als seus superiors, però el vaixell on anava, l'Ariosto, va ser torpedinat per un submarí el 24 d'octubre. L'Ariosto va ser un dels tres vaixells enfonsats en el compromís, tot i que va escapar del dany i va tornar a Gibraltar. En lloc d'intentar un altre viatge a Londres, Clarke va ser entrevistat pel governador de Gibraltar, Lord Gort, qui va jutjar les respostes de Clarke acceptables i va concloure que "podem esperar raonablement que aquesta escapada i les seves conseqüències li hagin donat prou commoció per ell més prudent en un futur immediat". No és clar per què Clarke portava un vestit, però els informes de l'incident van indicar que havia estat seguint una pista i que havia anat una mica massa lluny en la seva embarcació espia. Les fotografies de la seva disfressa, obtingudes de la policia espanyola, van circular per Londres i es van veure majoritàriament amb diversió. Se li va permetre tornar al Caire i va arribar a Egipte el 18 de novembre . Tot i que va escapar de les mesures disciplinàries per l'incident, va ser l'última vegada que Clarke va intentar el seu propi treball d'espionatge.

#### 1942: El Alamein
De tornada al Caire, Clarke va descobrir que molt havia canviat durant la seva absència. El recentment ascendit coronel Ralph Bagnold havia estat nomenat "Oficial en cap d'engany" a la seu de l'Orient Mitjà i s'havia fet càrrec de l'engany tàctic. Clarke estava molest pel que va veure com una presa de poder i pel sobtat alt perfil de les operacions d'engany (la promoció de Bagnold va ser àmpliament difosa). Durant els mesos següents, Bagnold es va assegurar més i més de la gestió diària de les operacions d'engany, deixant a la Força A i Clarke en capacitat d'entrenament i assessorament.
Malgrat això, els serveis de Clarke tenien una gran demanda, ja que els primers mesos de 1942 van veure que les forces aliades al nord d'Àfrica van patir greus derrotes. El 2 de febrer, Auchinleck va enviar Clarke a Líbia amb ordres urgents d'ajudar a aturar els avenços alemanys. Abans de marxar cap al quarter general del Vuitè Exèrcit a Gazala, Clarke va deixar una nota, que més tard va descriure com "demanant que tota la qüestió de la maquinària d'engany al Comandament fos revisada completament durant la seva absència." Un cop a terra, va trobar un exèrcit sacsejat que feia una retirada dubitativa i que necessitava urgentment tàctiques retardades per frenar l'avanç alemany. Després d'una pluja d'idees amb el seu equip al Caire, Clarke va imaginar Bastion, una operació d'engany per convèncer Rommel que el seu avanç a Gazala s'anava cap a una trampa. El pla, que implicava que Victor Jones creés una forta força fictícia de 300 tancs al flanc dret britànic, estava en ple apogeu durant el febrer. L'operació sembla haver tingut un efecte limitat. Rommel va retardar el seu avanç fins al maig, quan les forces britàniques van ser derrotades a la batalla de Gazala i els alemanys van reprendre la seva empenta cap a Egipte.
Al seu retorn al Caire, el 15 de febrer , Clarke es va alegrar de descobrir que Auchinleck havia restaurat la Força "A" com l'única organització d'engany a la seu. L'empresa de Bagnold va quedar totalment abandonada i va passar a altres coses. Clarke, que el març va ser ascendit a coronel, va dir que Bastion li havia ensenyat molt: "Hem après més lliçons d'ell que de gairebé qualsevol altre pla i ens va ajudar a desenvolupar tres principis importants." A finals de març, Clarke considerava que la força "A" molt ampliada, i la seva teoria de l'engany, havien madurat més enllà de l'assaig i error bàsic dels anys anteriors.

##### Operació Cascada
El març de 1942 Clarke havia començat a redactar idees per a un ambiciós engany d'ordre de batalla. Havia trobat que el procés de convèncer l'enemic de l'existència d'una força nocional era llarg i tediós. L'operació Cascada tenia la intenció de crear la ficció d'una força aliada molt augmentada al nord d'Àfrica, incloent vuit divisions , tres brigades noves i fins i tot el 1r SAS. Al principi, el pla pretenia dissuadir l'Eix d'estendre una ofensiva contra l'URSS cap al sud a la regió.
Després d'un inici lent, a principis de 1942, Cascada va començar a fer efecte. Ja al maig, la intel·ligència de l'Eix va començar a sobreestimar la força aliada en gairebé un 30%. Al juliol l'operació es va ampliar. Clarke va introduir divisions cada cop més fictícies i a finals d'any els alemanys havien acceptat moltes d'elles com a formacions reals. El 1944, quan l'operació va ser substituïda, havia enganyat completament l'enemic. Cascada va ser un gran èxit per a Clarke; va donar suport a la majoria dels grans enganys posteriors durant la resta de la guerra (proporcionant unitats de ficció establertes) i va demostrar que l'engany a gran escala era una estratègia realista.

#### Diversions per a El Alamein, agost de 1942
Al maig, abans que Cascada s'hagués fet totalment operatiu, Rommel va derrotar l'exèrcit britànic a Líbia. Auchinleck va reunir les seves forces a El Alamein i va demanar a Clarke que redactés plans per retardar l'avanç de l'Eix, donant temps als Aliats per retirar-se. L'operació Sentinel va ser dissenyada per convèncer Rommel, utilitzant camuflatge, falsificació i engany de ràdio, que una quantitat substancial de blindats britànics se situava entre ell i el Vuitè Exèrcit en retirada. Malgrat el seu èxit a El Alamein, Auchinleck va ser substituït per Harold Alexander el 8 d'agost, el tercer comandant de Clarke en menys de dos anys. A Bernard Montgomery se li va lliurar el control del Vuitè Exèrcit i se li va ordenar que fes retrocedir Rommel. Montgomery coneixia a Clarke, després d'haver-li ensenyat tàctiques d'infanteria al Staff College el 1931, i li va donar instruccions per preparar plans d'engany per a la segona batalla d'El Alamein. El pla implicava una important activitat de camuflatge, l'operació Bertram, l'engany radiofònic, l'operació Canwell i una campanya de desinformació, l'operació Tractament. El 9 de setembre Clarke va ser nomenat Oficial de l'ordre de l'Imperi Britànic (OBE). La citació reconeixia els seus esforços per crear A-Force, però es referia al seu treball d'evasió i evasió del MI9 menys clandestí.
Clarke tenia la seva ment en altres coses, a més de les condecoracions i El Alamein. Va delegar gran part de la planificació en curs al personal de la Força 'A', ja que el departament ara estava ben establert. En lloc d'això, va volar a Londres i Washington a l'octubre per discutir l'engany estratègic per a l'operació Torxa, la propera invasió britànica-nord-americana de les colònies franceses del nord d'Àfrica, deixant Charles Richardson (un oficial de planificació al quarter general del 8è Exèrcit) i Geoffrey Barkas (director de camuflatge, Comandament de l'Orient Mitjà) per implementar l'operació Bertram. Per primera vegada, experts en enganys de tots els teatres de guerra van treballar junts. John Bevan de la Secció de Control de Londres va organitzar una conferència d'octubre per a Clarke, Peter Fleming de l'Índia i representants de Washington. La reunió va acordar els plans per a una campanya de desinformació, que intentaria convèncer l'alt comandament alemany que els objectius aliats a l'Àfrica eren Dakar i Sicília (els límits oriental i occidental del teatre). Quatre dies després de l'èxit de Montgomery a El Alamein, el 8 de novembre, les forces aliades van desembarcar al Marroc i Algèria per sorpresa de les forces alemanyes. El 14 d'octubre Clarke, juntament amb Bevan i Flemming, es van reunir amb Churchill per parlar de totes les estratègies d'engany aliades.

#### 1943: Barclay
El 1943 seria el punt àlgid de les operacions d'engany per a Clarke i 'A' Force: el 1944 el focus es va canviar al front occidental. Fins aleshores estava molt ocupat entre l'operació Barclay i la continuada Cascada. La principal empenta aliada aquest any va ser cap a Sicília, com va decidir l'alt comandament al gener. Barclay va ser l'engany elaborat amb el qual es va encarregar a Clarke, una operació per enganyar l'Eix perquè s'esperava atacs a les extremitats orientals i occidentals del teatre del nord del Mediterrani, és a dir, la península dels Balcans i el sud de França.
El 15 de març, Clarke es va reunir de nou amb Bevan, a Alger, per discutir l'estratègia de Barclay. A partir de Cascade, va afegir el Dotzè Exèrcit al seu ordre de batalla fictici i va començar a fer-los semblar una amenaça convincent per a Creta i el continent grec. Per a aquest nou engany, la Força 'A' va comptar amb un fort suport de Londres: a l'abril es va utilitzar la famosa operació Carn Picada per ajudar a reforçar l'enganyosa empenta de Clarke cap a Creta.
En aquest punt, la Força "A" s'havia expandit molt més enllà del petit pis del Caire, afegint representants amb l'exèrcit a Sicília i oficines a Alger i Nairobi. Clarke va recórrer la regió actuant com a supervisor de les operacions del departament. El 14 d'octubre va ser nomenat Comandant de l'Ordre de l'Imperi Britànic (CBE), la citació (marcada com "no publicada") elogiava el treball en curs de Clarke, referint-se a ell com "insubstituïble". El desembre de 1943 fou ascendit al grau de brigadier. Tot i que la promoció no incloïa avantatges associats a rangs més alts (com ara un cotxe i un conductor), Clarke va utilitzar el seu carisma per obtenir-los de totes maneres.

#### 1944: el doble de Monty
El 1944 els Aliats es van centrar finalment a França i al front occidental. Bevan i la Secció de Control de Londres es van encarregar d'inventar una mascarada elaborada per cobrir la invasió de Normandia, una reivindicació de la teoria pionera per Clarke i Wavell: que tota operació real hauria de tenir un engany complementari.
L'atenció a França va deixar Clarke donant suport a l'empenta aliada a través d'Itàlia. Va assenyalar que "les peculiars circumstàncies del Teatre Mediterrani feien que fos una absoluta impossibilitat de tenir una pausa de més d'una setmana o dues de durada entre els Plans d'engany." En ràpida successió, la Força ' A ' va executar enganys que incloïen les operacions Oakenfield i Zeppelin.. Més tard, aquella primavera, Clarke es va inspirar en una pel·lícula de guerra, Five Graves to Cairo, per crear l'operació Copperhead. Bernard Montgomery havia estat recentment traslladat a Anglaterra per prendre el comandament de les forces terrestres destinades a la invasió de Normandia. Per confondre els alemanys, Clarke va localitzar un actor d'abans de la guerra, el tinent M. E. Clifton James, el qual s'assemblava a Montgomery, i el va portar al Mediterrani sota moltes cerimònies.
Fins al 1944 la Força "A" es va anar reduint lentament. Clarke va estar involucrat en la planificació de l'operació Guardaespatlles, un pla de cobertura important per al desembarcament aliat a Normandia, i se li va encarregar d'executar els enganys (principalment polítics) a la regió de l'Orient Mitjà. Tanmateix, a finals de l'estiu, la utilitat de la Força A en les operacions havia arribat al seu final. El 13 d'octubre, Clarke va organitzar una festa (de fet, en un cinema del Caire) per als membres restants del departament. El comandament dels enganys tàctics restants va ser transferit a Caserta. Clarke, juntament amb un personal mínim, es va quedar a Egipte per lligar els extrems solts de diverses operacions i començar la seva història del departament. L'abril de 1945, Clarke va marxar del Caire cap a Londres; el 18 de juny va convocar una reunió dels membres de la Força 'A' restants al Great Central Hotel on es va dissoldre el departament.
Clarke va ser mencionat als despatxos el 19 d'octubre de 1944, en relació amb el seu treball en la creació de la Força "A".
| «                            | La planificació i l'execució de mesures d'engany que han tingut un paper important en els èxits aconseguits en aquest teatre s'han degut en gran part a l'originalitat de pensament, imaginació i iniciativa mostrada per aquest oficial. | » |
| — Menció en Despatxos (1944) | |   |

La citació es va anunciar a The London Gazette el 22 de febrer de 1945. Clarke va rebre un honor més aquell any, quan el 19 de juny va ser nomenat Company de l'orde del Bany (CB). El 2 d' abril de 1946 se li va concedir la Legió del Mèrit estatunidenca.

### Després de la guerra
Després del final de la guerra, Clarke va passar un temps escrivint històries de guerra. Fins a la seva jubilació de l'exèrcit l'any 1947, amb el grau de brigadier, va registrar la història de la Força 'A'. El document no es va publicar mai i va romandre classificat fins als anys setanta. El seu primer llibre complet es va publicar l'any 1948. Seven Assignments va registrar les activitats de Clarke durant el primer període de la guerra de 1939 i 1940 (abans de la publicació a l'Orient Mitjà). No va ser el seu primer intent de llibre. El 1925 Clarke havia trobat un editor per a la seva cobertura de la rebel·lió del Rif, però el treball no es va acabar mai.
Després de Seven Assignments, Clarke va ocupar una feina a l'oficina central conservadora com a cap d'investigació d'opinió pública, on va treballar fins a 1952. Durant aquesta carrera posterior també va exercir com a director de Securicor. El 1952 va reprendre la seva carrera literària amb la publicació de The Eleventh at War, una història dels 11th Hussars . L'any següent va presentar una proposta d'editor per a The Secret War, un relat complet de l'engany durant la Segona Guerra Mundial, però la Llei de secrets oficials l'impedí d'escriure . El seu darrer llibre va ser ficció, un thriller titulat Golden Arrow, publicat el 1955.
Clarke va viure la seva jubilació en relativa obscuritat, malgrat la creença del seu antic comandant, el mariscal de camp Harold Alexander, que "va fer tant per guanyar la guerra com qualsevol altre oficial". Clarke va morir el 7 de maig de 1974 , la seva adreça en aquell moment era un apartament a Raleigh House, Dolphin Square , Londres. La major part del seu treball bèl·lic en l'engany militar va romandre en un secret obscur fins a finals del segle xx i la publicació de la història oficial de Michael Howard de 1990,  Strategic Deception in the Second World War.

## Llegat
- Indueix l'enemic a fer alguna cosa, no només a pensar alguna cosa.
- Mai facis un engany sense cap objectiu clar.
- Qualsevol pla d'engany adequat ha de tenir temps per funcionar.

Clarke era àmpliament considerat com un expert en enganys militars, i alguns dels seus companys el consideraven gairebé llegendari. En el seu llibre de 2004, The Deceivers, l'historiador Thaddeus Holt identifica Clarke com "el mestre del joc", després d'haver estat immers en les seves activitats d'engany durant tota la guerra. Clarke va desenvolupar l'engany, gairebé des de zero, com una part vital de l'estratègia aliada. L'organització que ell i Wavell van establir va ser un model per als altres teatres de guerra, i els seus èxits van portar directament a la creació de la Secció de Control de Londres el 1941. També va enganyar la intel·ligència alemanya durant diversos anys, fins al punt que van va sobreestimar la força aliada al nord d'Àfrica per un quart de milió d'homes. El periodista Nicholas Rankin , que va escriure el 2008, es va referir a Clarke com "el més gran enganyador britànic de la Segona Guerra Mundial, un tipus especial de servidor secret".
Des del començament de la seva publicació al Caire, Clarke va aprendre l'art de l'engany per assaig i error. A partir dels errors de Camilla va aprendre a centrar-se en allò que volia que fes l'enemic més que en allò que ell volia que pensessin. Des d'una altra operació primerenca (K-Shell, la difusió de rumors sobre un nou súper-obús aliat que finalment es va extingir després que els mitjans de comunicació van recollir la història), va aprendre el valor de fer enganys només quan hi havia un objectiu clar, en lloc de perquè era possible. Des de Bastion va descobrir la dificultat d'executar un gran engany a curt termini. A partir d'aquestes lliçons, Clarke va desenvolupar els seus principis d'engany.
A la Conferència de Teheran, Winston Churchill va fer la seva famosa observació que en temps de guerra "la veritat és tan preciosa que sempre hauria de ser assistida per un guardaespatlles de mentides". El principi de Clarke era el contrari. La seva tesi era que la mentida (el plànol de portada) era tan preuada que s'havia de flanquejar amb una escorta de veritats.
Clarke també va apreciar molt bé la complexa interacció entre les operacions i la intel·ligència en les operacions d'engany. Va entendre com manipular les agències d'intel·ligència enemigues per construir la història que estava intentant vendre i va veure la importància d'aconseguir que les Operacions, pel seu propi costat, encaixin en aquestes històries. [ 32 ]
Va ser interpretat per Dominic West al drama històric de televisió del 2022 SAS: Rogue Heroes.

## Vida personal
Clarke és descrit com un personatge carismàtic, encantador i teatral amb un toc de creativitat, una personalitat reflectida en les escapades de la seva vida i carrera. El seu humor autocrític i la seva ètica de treball van fer de Clarke una figura popular dins de l'exèrcit, on es considerava que tenia estranys hàbits del "vell món" i "un hàbit estrany d'aparèixer de sobte a una habitació sense que ningú s'hagués adonat que entrava". Es considerava que Clarke posseïa un "intel·lecte original" i uns hàbits estranys, però mai va ser vist com a excèntric (un tret que estava mal vist a l'establishment de l'exèrcit). Tot i tenir orígens de classe mitjana, aspirava als marges de l'establishment de la classe alta, segons les seves paraules: "un d'aquells del cercle interior, mirant les rodes girar al centre de l'Imperi Britànic. en algun gran moment de la història."
| «               | Ara, crec que mai més no hi tornaré [a Egipte], però en el meu cor encara desitjo el millor, perquè hi he trobat molta felicitat. | » |
| — Dudley Clarke | |   |

Des de la seva estada a Egipte durant la Primera Guerra Mundial, Clarke es va enamorar del país i hi va tornar el més sovint possible. Tenia un gran respecte pels habitants, escrivint que tenien "les entranyables qualitats de l'humor i la fortalesa". Un altre amor particular va ser el cinema. Al Caire, durant la Segona Guerra Mundial, va ser un habitual del cinema, un lloc que s'adaptava a la seva memòria fotogràfica i a la seva preferència per treballar de nit; sovint hi feia reunions. Les pel·lícules van influir en el seu treball d'altres maneres, per exemple en la inspiració que va agafar de Northwest Passage per anomenar els US Rangers.
Clarke era inventiu i frugal. Mentre estava a l'escola de vol a Reading, i sense diners per finançar la seva recreació, va construir "un aparell compost per un cordó de sabates, un cordill i unes corretges de la meva maleta, amb el qual em permeten apagar la llum sense aixecar-me del llit".
L'incident a Madrid, i l'amor de Clarke pel teatre, van plantejar preguntes sobre la seva sexualitat. La seva detenció va ser una mica silenciada en aquell moment, cosa que pot haver plantejat més preguntes del que va impedir. No hi ha cap indicació que Clarke fos homosexual. Va estar involucrat en dues males relacions amb dones. El 1922 va conèixer a una dona eslava anomenada Nina a Wiesbaden , però ella va desaparèixer després que Clarke passés moneda de contraban a la seva amiga a Bulgària. Aleshores, a finals dels anys 20, una dona de Sussex, que per a ell "significava tot el del món", va rebutjar una oferta de matrimoni. Sovint va afirmar que odiava els nens i mai es va casar. Malgrat això, Clarke era conegut per tenir belles conegudes femenines, a les quals els seus amics es referien com a "duquessses de Dudley".

## Historial militar i condecoracions

### Dates de promoció
- Tinent de 2a - novembre de 1916
- Tinent - 1919

[...]
- Tinent Coronel - 1939
- Coronel - març de 1942
- Brigadier - desembre de 1943

### Condecoracions
Comandant de l'orde de l'Imperi Britànic
 Company de l'orde del Bany
 Medalla de la Reina de Sud-àfrica 1899-1902
 Medalla del Servei General (1918) amb barres "Iraq" i "Palestina"
 Estrella de 1939-45
 Estrella d'Àfrica
 1 menció als Despatxos
 Medalla de la Guerra 1939-1945
 Oficial de la Legió del Mèrit (Estats Units)

## Llibres
- Clarke, Dudley. Seven Assignments.  J. Cape, 1948.
- Clarke, Dudley. The Eleventh at War: Being the Story of the XIth Hussars (Prince Albert's Own) Through the Years 1934–1945.  M. Joseph, 1952.
- Clarke, Dudley. Golden Arrow, 1955.

#### London Gazette
- The London Gazette: (suplement) no. 35697. p. 3946. 8 September 1942.
- The London Gazette: (suplement) no. 36209. p. 4539. 12 October 1943.
- The London Gazette: (suplement) no. 36950. p. 3223. 20 February 1945.
- The London Gazette: (suplement) no. 37138. p. 1041. 19 June 1945.
- The London Gazette: (suplement) no. 37521. p. 1726. 2 April 1946.
- The London Gazette: (suplement) no. 46307. p. 6650. 4 June 1974.

#### Registres de guerra
- «Recommendation for Award: Officer of the Order of the British Empire».  The National Archives, 09-09-1942.
- «Recommendation for Award: Commander of the Order of the British Empire».  The National Archives, 14-10-1943.
- «Recommendation for Award: Mention in Despatches».  The National Archives, 19-10-1944.